# Горшкова, София Геннадиевна
София Геннадиевна Горшкова (1889—1972) — русская и советская учёная-ботаник (геоботаник и флорист-систематик).

## Биография
Родилась в Екатеринославской губернии 22 сентября 1889 года. Училась на Высших женских курсах в Петрограде, окончила их в 1915 году.
С 1914 по 1921 С. Г. Горшкова занималась изучением растительного покрова Придонья и Северного Кавказа. С 1921 года работала научным сотрудником Главного ботанического сада АН СССР, затем — старшим научным сотрудником Ботанического института. В 1926 году ездила в окрестности города Кзыл-Орда, в 1930-м — по Туркмении, Узбекистану, Казахстану. В 1931 году принимала участие в экспедиции в восточную часть Иргизского района Казахской ССР.
С 1918 по 1921 София Геннадиевна Горшкова преподавала в Донском педагогическом институте, с 1921 по 1923 — в Сельскохозяйственном институте им. И. А. Стебута, с 1921 по 1925 — в Государственном педагогическом институте им. А. И. Герцена.
Под руководством Владимира Леонтьевича Комарова в 1935 году защитила диссертацию кандидата биологических наук. С 1940 года С. Г. Горшкова — член Всесоюзного ботанического общества.
София Геннадиевна в систематической ботанике интересовалась флорой семейства Тамарисковые — родами Тамариск, Реомюрия, Мирикария. Являлась составителем нескольких разделов фундаментальной монографии «Флора СССР», а также 6-го издания «Флоры Средней России» и книги «Сорные растения СССР».
Скончалась в 1972 году.
В честь С. Г. Горшковой назван род Sofianthe Tzvelev (2001) семейства Гвоздичные.

## Некоторые научные публикации
- Горшкова С. Г. Обзор видов рода Tamarix L. СССР // Ботанические материалы гербария Ботанического института АН СССР. — 1938. — Т. 7, вып. 4. — С. 75—98.